# Феміністична етика
Феміністична етика — підхід до етики, який ґрунтується на переконанні, що традиційні етичні теорії недооцінювали та/або недооцінювали жіночий моральний досвід, в якому переважно домінують чоловіки, і тому він вирішив переосмислити етику через цілісний феміністичний підхід, щоб його трансформувати.

## Концепція
Філософині-феміністки критикують традиційну етику як таку, що переважно зосереджується на чоловічій точці зору, мало враховуючи жіночу точку зору. Турбота та моральні проблеми приватного життя та сімейних обов'язків традиційно вважалися незначними справами. Як правило, жінок зображують як етично незрілих і дрібних порівняно з чоловіками. Традиційна етика цінує чоловічі культурні риси, такі як «незалежність, автономія, інтелект, воля, обережність, ієрархія, домінування, культура, трансцендентність, продукт, аскетизм, війна та смерть» і надає меншої ваги культурно фемінним рисам, таким як «взаємозалежність, спільнота, зв'язок, спільність, емоції, тіло, довіра, відсутність ієрархії, природа, іманентність, процес, радість, мир і життя». Якщо жінки втілюють або використовують будь-які традиційно чоловічі культурні риси, вони сприймаються як інші або як спроба бути більше схожими на чоловіків. Традиційна етика має «чоловічу» орієнтовану конвенцію, у якій моральне міркування розглядається через рамки правил, прав, універсальності та неупередженості та стає стандартом суспільства. «Жіночий» підхід до морального міркування наголошує на стосунках, обов'язках, особливостях і упередженості.

## Історична довідка
Феміністична етика виникла на основі «На захист прав жінок» Мері Волстонкрафт, опублікованої в 1792 році. Завдяки новим ідеям епохи Просвітництва окремі феміністки можуть подорожувати більше, ніж будь-коли раніше, створюючи більше можливостей для обміну ідеями та просування прав жінок. З новими суспільними рухами, такими як романтизм, розвинувся безпрецедентний оптимістичний погляд на людські можливості та долю. Цей оптимізм знайшов відображення в есе Джона Стюарта Мілла «Поневолення жінок» (1869). Феміністичні підходи до етики отримали подальший розвиток приблизно в цей період іншими видатними людьми, такими як Кетрін Бічер, Шарлотта Перкінс Гілман, Лукреція Мотт і Елізабет Кеді Стентон, з наголосом на гендерній природі моралі, зокрема пов'язаної з «жіночою мораллю».

## Шарлотта Перкінс Гілман
Американська письменниця і соціолог Шарлотта Перкінс Гілман уявила вигаданий «Їїзем'я». У цьому суспільстві, вільному від чоловіків, жінки народжують своїх дочок через партеногенез і живуть вищою мораллю. Це суспільство, орієнтоване на жінок, цінувало як працьовитість, так і материнство, водночас не заохочуючи індивідуалістичних змагальних підходів до життя. Гілман подумала, що за такого сценарію жінки могли б співпрацювати, оскільки не було б вимоги домінувати одна над одною. «Їїзем'я» культивує та поєднує найкращі «жіночі» чесноти та найкращі «чоловічі» чесноти разом як супутні людські чесноти . За Гілман, якщо суспільство хоче бути доброчесним, воно повинно бути прикладом вигаданої утопії Їїзем'я. Однак до тих пір, поки економічна підтримка жінок залежить від чоловіків, жінки й надалі будуть відомі своїм рабослужництвом, а чоловіки — своєю зарозумілістю. Жінки мають бути економічно рівними чоловікам, перш ніж вони зможуть розвинути справді людські моральні чесноти, це ідеальне поєднання гордості та смирення, яке ми називаємо самоповагою.

## Феміністична етика догляду
Керол Гілліган і Нел Ноддінгс є представницями феміністичної етики піклування, які критикують традиційну етику як неповноцінну настільки, наскільки їй бракує, ігнорують, применшують або нападають на жіночі культурні цінності та чесноти. У ХХ столітті феміністичні етики розробили різноманітні феміністські підходи до етики, зосереджені на піклуванні, порівняно з нефеміністськими підходами до етики, орієнтованими на піклування. Феміністки, як правило, повніше оцінюють вплив гендерних питань. Феміністичні етики, орієнтовані на піклування, відзначають тенденції патріархальних суспільств не оцінювати цінність і переваги жіночого способу кохання, мислення, роботи та письма та схильні розглядати жінок як підлеглих. Ось чому деякі соціальні дослідження докладають свідомих зусиль, щоб прийняти феміністичну етику, а не просто традиційну етику досліджень. Прикладом цього було дослідження Роффі та Волінг 2016 року щодо мікроагресії проти ЛГБТІК-спільноти. Незважаючи на те, що воно було зосереджене на спільноті ЛГБТІК, феміністична етика була кращою, оскільки вона більш уважна до вразливості та потреб учасників та учасниць. Медичні галузі також не визнають, що етика часто відіграє негативну роль у ЛГБТІК-спільноті в тому, як вони отримують лікування та які варіанти лікування їм надаються. А також те, як ставляться до жінок у медичних галузях.

## Феміністична матрична етика
Метафеміністична теорія матричного погляду та матричного часопростору, яку придумала і розвиває художниця, філософиня і психоаналітикиня Браха Ліхтенберг Еттінґер з 1985 року, формулює революційний філософський підхід, «наважуючись підійти», використовуючи слова Гризельди Поллок, до філософії. Еттінґер з 1985 року, артикулює революційний філософський підхід, який, «наважившись наблизитися», використовуючи опис етичного повороту Еттінґер, зроблений Грізельдою Поллок, до «пренатальної зустрічі з прематеринською», насильства над жінками на війні та Голокосту, філософськи встановив права кожної жінки-суб'єкта на власне репродуктивне тіло і запропонував мову для опису людських переживань, що виходять за межі фалічної сфери. Еттінґерівська матрична сфера - це і матричний простір зустрічі в архаїчній тілесності, і символічне етичне та естетичне поле - жіноче/материнське та пренатальне/прематеринське концептуально-психоаналітичне поле, що має психічний та символічний вимір, який не підвладний «фалічній» мові та правилам. Таким чином, Еттінґер пропонує мову, якою можна говорити про права жінки щодо її репродуктивного тіла, революціонізуючи філософію та психоаналіз через матричність, де співіснують жіноча сексуальність та символічна відповідальність. У моделі Еттінґер відносини між собою та іншими не є ані асиміляцією, ані відторгненням, а «злиттям». Жіноча сексуальність не вилучається з появою материнства, матричне бажання є сумішшю обох, таким чином, протиріччя між ними, встановлене Зигмундом Фрейдом і Жаком Лаканом, відступає. Жіноче не є абсолютною інакшістю (інакшістю, встановленою Жаком Лаканом та Еммануелем Левінасом), і нам пропонується мова для переосмислення архаїчної матері та джерела олюдненого життя. Завдяки «первісній здатності реагувати», «дотепності», «межуванню», «спілкуванню», «пристрасті», «спокусі життя» та іншим процесам, інвестованим афектами, що відбуваються в матричному часопросторі Еттінґер (кожен процес трансформації називається «метаморфозою»), жіноче начало представлене як джерело гуманізованої етики в усіх статях і входить в усі суб'єктивності. Те, що Еттінґер назвала «спокушанням до життя», відбувається раніше, ніж первинне спокушання, яке проходить через загадкові сигнали материнської сексуальності, за Жаном Лапланшем, оскільки вона активна у «злитті», у «безтілесності» для будь-якого народженого суб'єкта, раніше, ніж він народиться. Еттінґер підказує Емануелю Левінасу в розмовах 1991 року, що жіноче, зрозуміле через матричну перспективу, є серцем і джерелом етики. На початку життя первісне «зачарування», яке відчуває немовля, пов'язане з переходом від здатності реагувати до відповідальності, від співчуття до співстраждання, від дотепності до свідчення, яким керує і яке передає мама/інше. «Диференціація у спільності», що лежить в основі матричного простору кордонів, має глибокі наслідки у сфері стосунків та етиці турботи. Матрична теорія, яка пропонує нові способи переосмислення статевих відмінностей через плинність кордонів, формує естетику та етику співчуття, перенесення та відмови від «суб'єктивності як зустрічі-події». Вона набула значущості в трансгендерних дослідженнях.

## Феміністична етика справедливості
Феміністична етика справедливості - феміністичний погляд на мораль, який прагне взаємодіяти з традиційними універсальними підходами до етики і, зрештою, трансформувати їх. Як і більшість видів феміністичної етики, феміністична етика справедливості розглядає питання про те, як гендер залишається поза межами мейнстрімних етичних міркувань. Вважається, що основна етика орієнтована на чоловіків. Однак феміністична етика справедливості суттєво відрізняється від інших феміністичних етик. Універсальний набір етичних норм є значною частиною феміністичної етики справедливості, але залежно від географічного розташування, наприклад, різниця між Глобальною Північчю і Глобальним Півднем, може відрізнятися в тому, як застосовується правосуддя, і може змінювати те, що вважається правосуддям. Феміністична етика справедливості чітко розмежовує «товсту» мораль і «тонку» мораль. Інші етичні підходи, які визначають себе через диференціацію груп одна від одної через культуру чи інші явища, вважаються «товстими» версіями моралі. Феміністична етика справедливості стверджує, що «товсті» описи моралі, на відміну від «тонких», за своєю суттю схильні до розмивання обґрунтованої феміністичної критики.

## Феміністична етика і майбутнє
Феміністичні етики вважають, що існує обов'язок вислуховувати різні точки зору жінок, а потім формувати з них інклюзивний консенсусний погляд. Намагатися досягти цього і разом з чоловіками просуватися до гендерної рівності — мета феміністичної етики. Фіксація цих питань є важливою в наш час через зміну точок зору, а також того, що вважається «етичним» з точки зору поводження з жінками і, зокрема, з жіночим тілом.
«Метою феміністичної етики є трансформація суспільств і ситуацій, де жінкам завдають шкоди через насильство, підпорядкування та виключення. Коли така несправедливість є очевидною зараз і в майбутньому, радикальні феміністичні активістки продовжуватимуть свою роботу з протесту та дій після ретельної оцінки та рефлексії». З насильством ми знову повертаємося до маскулінної поведінки та традиційної етики, яка заохочувала таку поведінку та ставлення до неї. У сучасному суспільстві, у двадцятому столітті, вчинення насильства щодо жінок стає все менш соціально прийнятним.

## Феміністична етика та міжнародні відносини
Феміністичні теорії та етика розширюють рамки переважно маскулінної сфери міжнародних відносин. Це особливо важливо для того, щоб питання приватної сфери вийшли на публічну арену, включаючи такі питання, як права дітей, гендерне насильство та дискримінація, гендерні відносини в суспільствах, що перебувають у стані війни, та інші подібні питання, які досі важко вважати актуальними в мейнстрімних дискусіях про етику в міжнародних відносинах. Феміністичні діалоги про етику майже неминуче присутні в приватній сфері і, як відомо, лише відтіняють домінуючі «чоловічі» парадигми етики в публічній сфері. Особливо це стосується обговорення етики в міжнародних відносинах, де воно переважно побудоване на мові насильства, технологій чи економіки, тобто на так званих «маскулінних» темах для дискусій.
Основи теорії міжнародних відносин відобразила Кімберлі Гатчінгс у творі «Етика».

### Вибір авторів і прикладна теорія в міжнародних відносинах
Елісон Вотсон
Вотсон обговорює проблему дітей, народжених внаслідок зґвалтувань у воєнний час, і використовує феміністичну теорію етики у вирішенні цих маргінальних питань. Невидимість підкреслюється в традиційній конструкції в рамках більшої частини існуючого міжнародного дискурсу про материнство як «діяльність у приватній сфері», де такі важливі питання, як діти, зґвалтовані під час війни, можуть бути втрачені в перекладі міжнародного діалогу і мінімально зачеплені. Феміністична теорія етики надається з точки зору розширення теоретичних діалогів про міжнародні відносини та вирішення питань, які залишаються маргіналізованими.
Пуечгірбал
Є докази того, що неспроможність розширити нинішню сферу етики в миротворчих операціях і стратегіях відновлення, оточенні зброї та насильства призводить до неспроможності задовольнити потреби як чоловіків, так і жінок. Пуечгірбал стверджує, що конфлікт є «ґендерним досвідом» і обговорює важливість миротворчих операцій, які контролюють різний вплив війни на жінок, чоловіків, хлопчиків і дівчат у постконфліктному суспільстві, щоб не маргіналізувати найбільш вразливі групи населення. Зараз миротворчі операції є переважно чоловічими в тому сенсі, що безпека обертається навколо припинення бойових дій і роззброєння. Операції з розбудови миру повинні змістити фокус із виключно роззброєння та припинення бойових дій проти членів угруповань на соціальні конструкції насильства щодо жінок, чоловіків і дітей, які є вбудованими в суспільства, розколоті конфліктом. Ґендерні питання не були частиною мандатів миротворчих місій і закликає жінок брати більш активну роль у політичних процесах постконфліктної реконструкції. Застосування феміністичної етики у миротворчих та відбудовчих стратегіях може охопити ширше коло питань, а також не вважатися нагальною проблемою в діалогах про міжнародні відносини. Нинішні стратегії не досягають поставлених цілей — встановлення миру та припинення гендерного насильства і сексуальних зловживань, які продовжують досягати високого рівня. Це залишається спадщиною постконфліктних суспільств, яку необхідно вирішувати. Впровадження феміністичної етики сприяє створенню більш ґендерно орієнтованих стратегій миротворчості та розбудови миру, які задовольняють потреби обох статей і впроваджуються не лише в інституціях, а й у суспільстві.